# ТЕЦ Бухарест-Південь
ТЕЦ Бухарест-Південь — теплоелектроцентраль у румунській столиці.
У 1965 та 1966 роках на майданчику станції, розташованому на південь від Бухаресту, стали до ладу два розраховані на виробництво електроенергії та тепла блоки електричною потужністю по 50 МВт. В 1967-му до них приєднались ще два блоки з показниками по 100 МВт. Всі вони мали обладнання радянського виробництва — котли Таганрозького котельного заводу, турбіни Ленінградського механічного заводу та генератори Електросила.
У 1975-му стали до ладу ще два блока електричною потужністю по 125 МВт, на яких використали чехословацьке обладнання — котли Tlmace та турбіни і генератори Skoda.
На початку 2000-х енергоблоки 3 та 4 пройшли модернізацію, яку виконали французька Alstom, фінська Fortum та японська Itochu. Це покращило їх економічні параметри та дозволило суттєво — на 150 тисяч годин — подовжити термін служби. Водночас, блок № 5 планували до закриття ще в 2018-му.
Станція розрахована на використання нафти та природного газу, зокрема, блоки 3 та 4 одразу були спроектовані з можливістю досягати повної потужнності на блакитному паливі. Останнє подається до румунської столиці по газопроводах Трансильванія – Бухарест, Хурезань – Бухарест та Ісакча — Бухарест.
Технологічна вода надходить із річки Арджеш та водосховища Черніца (Cernica).
Для видалення продуктів згоряння спорудили два димаря висотою по 140 метрів.
Видача продукції відбувається по ЛЕП, розрахованій на роботу під напругою 110 кВ.